# Motte von Wipshausen
Die Motte von Wipshausen ist eine abgegangene Motte (Turmhügelburg) in einem Eichenwäldchen der Erseniederung südöstlich des Dorfes Wipshausen, einem Ortsteil der Gemeinde Edemissen im Landkreis Peine in Niedersachsen.

## Beschreibung
Die Motte ist der älteste Burghügel im Peiner Land. Es handelt sich um einen Rundhügel, der von einem Ringgraben umgeben ist.
Vermutlich diente die im 10. Jahrhundert erbaute Turmhügelburg den Dorfbewohnern als Schutzburg vor den slawischen Wenden, die in dieser Zeit vermehrt in das Gebiet westlich der Elbe vorstießen. Von der ehemaligen Burganlage sind noch der markante Burghügel und der ausgetrocknete Graben erhalten. Die Burgstelle ist heute ein geschütztes Bodendenkmal.